# 1960年の大洋ホエールズ
1960年の大洋ホエールズでは、1960年の大洋ホエールズにおける動向をまとめる。
この年の大洋ホエールズは三原脩監督の1年目のシーズンであり、球団創設11年目にして初のリーグ優勝と日本一に輝いたシーズンである。

## 概要
前年まで6年連続最下位だった大洋は、前年まで西鉄の監督を務め、西鉄を4度のリーグ優勝・3度の日本一に導いている三原脩を新監督として迎えた。チームは、前年までと同様に貧打に苦しんだが、新人の近藤昭仁を二塁に、さらにシーズン中の6月にトレードで近鉄から獲得した鈴木武を遊撃に置き、守りの野球に徹した三原監督が投手陣をやり繰りし、接戦を次々と勝利していった。開幕6連敗を喫した序盤は5月終了時点で借金3と苦戦したが、6月1日の対巨人戦で鈴木隆がセ・リーグ記録の8者連続奪三振を記録してからチームは波に乗り、最終的には2位の巨人に4.5ゲーム差をつけて初のリーグ優勝を果たした。日本シリーズでは、打者2人で先発を交代させる奇策を見せて、第1戦に勝利したのを皮切りに、「ミサイル打線」擁する大毎を相手に、レギュラーシーズン同様、投手陣のやり繰りで守り切る野球に徹し、全て1点差勝利の4連勝で初の日本一を決めた。前年まで6年連続最下位で、貧打の大洋を日本一に輝かせた三原監督の手腕は「三原マジック」と称された。投手陣は秋山登、3年目の島田源太郎、大石正彦などの活躍でチーム防御率2.33でリーグ1位となった。対戦成績ではそれまで苦手だった巨人に14勝11敗1分で初の勝ち越しを果たし、そのほとんどを接戦でものにした。

## チーム成績

### レギュラーシーズン
| 1 | 遊 | 麻生実男 |
| 2 | 一 | 近藤和彦 |
| 3 | 左 | 岩本堯   |
| 4 | 三 | 桑田武   |
| 5 | 中 | 渡辺清   |
| 6 | 右 | 黒木基康 |
| 7 | 二 | 芝野忠男 |
| 8 | 捕 | 土井淳   |
| 9 | 投 | 幸田優   |

| 順位 | 4月終了時 | 4月終了時 | 5月終了時 | 5月終了時 | 6月終了時 | 6月終了時 | 7月終了時 | 7月終了時 | 8月終了時 | 8月終了時 | 最終成績 | 最終成績 |
| ---- | --------- | --------- | --------- | --------- | --------- | --------- | --------- | --------- | --------- | --------- | -------- | -------- |
| 1位  | 巨人      | --        | 中日      | --        | 中日      | --        | 中日      | --        | 大洋      | --        | 大洋     | --       |
| 2位  | 大阪      | 2.0       | 巨人      | 1.5       | 大洋      | 0.5       | 巨人      | 1.0       | 中日      | 1.5       | 巨人     | 4.5      |
| 3位  | 国鉄      | 2.0       | 広島      | 2.5       | 巨人      | 1.5       | 大洋      | 1.5       | 巨人      | 4.0       | 大阪     | 6.0      |
| 4位  | 中日      | 2.5       | 国鉄      | 3.0       | 広島      | 2.0       | 国鉄      | 2.5       | 大阪      | 6.5       | 広島     | 6.5      |
| 5位  | 大洋      | 3.5       | 大洋      | 4.0       | 国鉄      | 3.0       | 大阪      | 6.0       | 国鉄      | 7.5       | 中日     | 9.0      |
| 6位  | 広島      | 5.0       | 大阪      | 4.0       | 大阪      | 5.0       | 広島      | 7.0       | 広島      | 7.5       | 国鉄     | 16.0     |

| 順位 | 球団             | 勝 | 敗 | 分 | 勝率 | 差   |
| 1位  | 大洋ホエールズ   | 70 | 56 | 4  | .556 | 優勝 |
| 2位  | 読売ジャイアンツ | 66 | 61 | 3  | .520 | 4.5  |
| 3位  | 大阪タイガース   | 64 | 62 | 4  | .508 | 6.0  |
| 4位  | 広島カープ       | 62 | 61 | 7  | .504 | 6.5  |
| 5位  | 中日ドラゴンズ   | 63 | 67 | 0  | .485 | 9.0  |
| 6位  | 国鉄スワローズ   | 54 | 72 | 4  | .429 | 16.0 |

### 日本シリーズ
| 日付                           | 試合   | ビジター球団（先攻） | スコア | ホーム球団（後攻） | 開催球場   |
| ------------------------------ | ------ | -------------------- | ------ | ------------------ | ---------- |
| 10月11日（火）                 | 第1戦  | 毎日大映オリオンズ   | 0 - 1  | 大洋ホエールズ     | 川崎球場   |
| 10月12日（水）                 | 第2戦  | 毎日大映オリオンズ   | 2 - 3  | 大洋ホエールズ     | 川崎球場   |
| 10月13日（木）                 | 移動日 | 移動日               | 移動日 | 移動日             | 移動日     |
| 10月14日（金）                 | 第3戦  | 大洋ホエールズ       | 6 - 5  | 毎日大映オリオンズ | 後楽園球場 |
| 10月15日（土）                 | 第4戦  | 大洋ホエールズ       | 1 - 0  | 毎日大映オリオンズ | 後楽園球場 |
| 優勝：大洋ホエールズ（初優勝） |        |                      |        |                    |            |

## オールスターゲーム1960
- 選出選手及びスタッフ

| ポジション | 名前       | 選出回数 |
| ---------- | ---------- | -------- |
| コーチ     | 三原脩     |          |
| 投手       | 秋山登     | 5        |
| 投手       | 鈴木隆     | 3        |
| 投手       | 島田源太郎 | 初       |
| 捕手       | 土井淳     | 5        |
| 内野手     | 桑田武     | 2        |
| 外野手     | 近藤和彦   | 初       |

- 太字はファン投票による選出。

## できごと
10月2日、甲子園球場で迎えた阪神戦。1回表・大洋の攻撃中に、その日はデーゲームだったマジック対象チームの読売ジャイアンツが広島カープに敗れたことにより、球団創設11年目にして初のリーグ優勝を果たした。
10月11日から行われた日本シリーズでは、大毎オリオンズに全て1点差で4連勝し、初優勝で初の日本一となった。

## 表彰選手
| リーグ・リーダー | リーグ・リーダー | リーグ・リーダー | リーグ・リーダー |
| 選手名           | タイトル         | 成績             | 回数             |
| ---------------- | ---------------- | ---------------- | ---------------- |
| 秋山登           | 最優秀選手       |                  | 初受賞           |
| 秋山登           | 最優秀防御率     | 1.75             | 初受賞           |
| 秋山登           | 最高勝率         | .677             | 初受賞           |

| ベストナイン | ベストナイン | ベストナイン |
| 選手名       | ポジション   | 回数         |
| ------------ | ------------ | ------------ |
| 秋山登       | 投手         | 初受賞       |
| 土井淳       | 捕手         | 初受賞       |
| 近藤和彦     | 一塁手       | 初受賞       |